# Radenec
L'île Radenec  est une petite île du golfe du Morbihan rattachée administrativement à la commune de Larmor-Baden.
Elle est située au nord de l'île Longue.

## Toponymie
Radenec, du mot breton radeneg qui signifie « Fougeraie ». Littéralement : L’île aux Fougères.